# Herilanto Raveloharison
Herilanto Raveloharison, né en 1958 et mort le 17 janvier 2022, est un homme politique et militaire malgache, général de corps d'armée, qui occupe le poste de ministre de l'Économie et de la Planification depuis avril 2014, dans le gouvernement de Roger Kolo et les gouvernements suivants, Ravelonarivo et Mahafaly, jusqu'en juin 2018.

## Biographie

### Jeunesse et études
Né le 9 avril 1958 à Antsiranana, fils de Raveloharison Bernard et de Rasoaharimanana Henriette. Il est marié et père de deux enfants.
Il fait ses études à l'École supérieure de la gendarmerie à Moramanga puis aux États-Unis, à l'université d'État de Louisiane, où il suit le parcours « Role of Police in Managing a Crisis Courses ». Il obtient des maîtrises en droit public, science politique et droit privé à l'université d'Antananarivo. À l'École nationale de la magistrature d' Antananarivo, il obtient son diplôme de fin d'étude d'aptitude et devient magistrat de l'ordre judiciaire. Il est également diplômé en administration et gestion publique de l'université Panthéon-Sorbonne et de l'Institut international d’administration publique.

## Carrière professionnelle
Herilanto Raveloharison occupe des postes importants à Madagascar. Il est le ministre de l'Environnement et des Forêts dans le gouvernement Vital au cours de la période de transition dirigée par Andry Rajoelina. Plus tard, en 2012, il est nommé président du Comité pour la sauvegarde de l'intégrité. Après l'élection de Hery Rajaonarimampianina en tant que président de la République, le général de division Raveloharison fait partie des 31 ministres du gouvernement de Roger Kolo pour la quatrième République. Il sert comme ministre de l'Économie et de la Planification. En septembre 2014, des coupures d'électricité massives ont lieu dans le pays. Fihenena Richard, ministre de l'Énergie à l'époque, est considéré comme incapable de résoudre le problème et est limogé. Raveloharison est alors nommé en tant que ministre intérimaire de l'Énergie. En décembre 2014, il est promu général de corps d'armée pour ses efforts dans l'élaboration du Plan national de développement (PND). Le 25 janvier 2015, il est maintenu en fonction comme ministre de l'Économie et de la Planification dans le gouvernement du nouveau Premier ministre Jean Ravelonarivo, reconduit dans celui d'Olivier Mahafaly Solonandrasana.